# Saison 2015-2016 de la Jeunesse sportive de Kabylie
Maillots
Dernière mise à jour : 4 juin 2016.
Chronologie
Saison précédente Saison suivante
La saison 2015-2016 de l'JS Kabylie est la 47e saison du club consécutive en première division algérienne. L'équipe s'engage en Ligue 1, et en Coupe d'Algérie.
Il s'agit de sa cinquante-troisième saison sportive dans le football algérien, mais aussi sa soixante-troisième si l'on prend en compte celles de la période coloniale. Les matchs se déroulent essentiellement en Championnat d'Algérie de football 2015-2016 mais aussi en Coupe d'Algérie de football 2015-2016 (sa cinquantième participation). À noter également que le club ne participe pas à une compétition internationale pour la quatrième année consécutive.

## Match officiel
Le 15 août, en Ligue 1, le JSK débute officiellement sa saison par une défaite contre CS Constantine (0-1).
Le 22 août, pour la deuxième journée du championnat, la JSK fait match nul contre MO Béjaïa (0-0). Le 29 août, pour la 3e journée en Ligue 1 la JSK perd son match face à l'USM Alger. Le 12 septembre, pendant la 4e journée de Ligue 1, la JSK fait match nul face CR Belouizdad sur le score de 1-1.
Le 19 septembre, la JSK tient sa 1re victoire face au RC Relizane sur le score de 1-0. À la 6e journée la JSK tient un match nul face DRB Tadjenanet, mais la JSK se rattrapera plus tard face à la JS Saoura sur le score de 2-1.

## Transferts
| Nom                         | Poste                      | Nationalité  | Transfert         | Période | Provenance/Destination | Division                    |
| --------------------------- | -------------------------- | ------------ | ----------------- | ------- | ---------------------- | --------------------------- |
| Arrivées                    |                            |              |                   |         |                        |                             |
| Elyes Seddiki               | Défenseur                  | Algérie      | 80 000 €          | été     | RC Arbaa               | Championnat d'Algérie de L1 |
| Koceila Berchiche           | Milieu de terrain          | Algérie      | Transfert Gratuit | été     | MC Alger               | Championnat d'Algérie de L1 |
| Salim Boumechra             | Milieu offensif            | Algérie      | Transfert Gratuit | été     | USM El Harrach         | Championnat d'Algérie de L1 |
| Lamine Medjkane             | Aile gauche                | Algérie      | Transfert Gratuit | été     | FC Dieppe              | CFA                         |
| Patrick Malo                | Attaquant                  | Burkina Faso | Transfert Gratuit | été     | ?                      | ?                           |
| Banou Diawara               | Avant centre               | Burkina Faso | ?                 | été     | JC Bobo Dioulasso      | Burkina Faso                |
| Faouzi Rahal                | Aile droite                | Algérie      | ?                 | été     | MO Béjaïa              | Championnat d'Algérie de L1 |
| Mohamed El Hadi Boulaouidet | Avant-centre               | Algérie      | ?                 | été     | OM Médéa               | Championnat d'Algérie de L1 |
| Départ                      |                            |              |                   |         |                        |                             |
| Mourad Ilyes Youcef Khoudja | Avant-centre               | Algérie      | Transfert Gratuit | été     | ASO Chlef              | Championnat d'Algérie de L1 |
| Youcef Benamara             | Arrière droit              | Algérie      | Transfert Gratuit | été     | USM Blida              | Championnat d'Algérie de L1 |
| Abdelghani Khiat            | Milieu de Terrain Défensif | Algérie      | Transfert Gratuit | été     | DRB Tadjenanet         | Championnat d'Algérie de L1 |
| Rafael Kooh Sohna           | Avant-centre               | Cameroun     | Transfert Gratuit | été     | Gzira Utd              | Championnat de Malte        |
| Ahmed Mekehout              | Milieu de Terrain Défensif | Algérie      | Transfert Gratuit | été     | USM Bel Abbès          | Championnat d'Algérie de L1 |
| Zineddine Mekkaoui          | Milieu de terrain          | Algérie      | Transfert Gratuit | été     | CS Constantine         | Championnat d'Algérie de L1 |
| Djamel Benlamri             | Milieu de terrain          | Algérie      | 50 000 €          | été     | ES Sétif               | Championnat d'Algérie de L1 |
| Hamza Yadroudj              | Défenseur                  | Algérie      | ?                 | été     | ASO Chlef              | Championnat d'Algérie de L1 |
| Ibrahim Si Ammar            | Attaquant                  | Algérie      | ?                 | été     | MC El Eulma            | Championnat d'Algérie de L1 |
| Nadir Benoufella            | Gardien                    | Algérie      | ?                 | été     | US Beni Douala         | Championnat d'Algérie de L1 |

## Effectif professionnel (2015-2016)
Effectif de la JS Kabylie pour la saison 2015-2016.

## Championnat d'Algérie

### Phase aller
| Dates             | Horaires      | Journées    | Adversaires    | Lieux des rencontres                    | Scores | Buts JSK                                        |
| ----------------- | ------------- | ----------- | -------------- | --------------------------------------- | ------ | ----------------------------------------------- |
| 15 août 2015      | 19 h 00 UTC+1 | 1re journée | CS Constantine | Stade du 1er-Novembre-1954 (Tizi Ouzou) | 0-1    |                                                 |
| 22 août 2015      | 19 h 45 UTC+1 | 2e journée  | MO Béjaïa      | Stade de l'Unité Maghrébine             | 0-0    | -                                               |
| 29 août 2015      | 19 h 00 UTC+1 | 3e journée  | USM Alger      | Stade du 1er-Novembre-1954 (Tizi Ouzou) | 0-1    |                                                 |
| 12 septembre 2015 | 18 h 00 UTC+1 | 4e journée  | CR Belouizdad  | Stade du 20-Août-1955 (Alger)           | 1-1    | Diawara 14e,                                    |
| 19 septembre 2015 | 17 h 40 UTC+1 | 5e journée  | RC Relizane    | Stade du 1er-Novembre-1954 (Tizi Ouzou) | 1-0    | Boulaouidet 33e                                 |
| 28 septembre 2015 | 19 h 45 UTC+1 | 6e journée  | DRB Tadjenanet | Stade Lahoua Smaïl                      | 1-1    | Boulaouidet 11e                                 |
| 2 octobre 2015    | 19 h 45 UTC+1 | 7e journée  | JS Saoura      | Stade du 1er-Novembre-1954 (Tizi Ouzou) | 2-1    | Diawara 5eet 34e                                |
| 18 octobre 2015   | 19 h 00 UTC+1 | 8e journée  | MC Alger       | Stade du 5-Juillet-1962                 | 3-1    | Diawara 33e                                     |
| 26 octobre 2015   | 19 h 00 UTC+1 | 9e journée  | USM El Harrach | Stade du 1er-Novembre-1954 (Tizi Ouzou) | 4-2    | Raiah M 47e,Diawara 58e, Boulaouidet 49e et 80e |
| 2 novembre 2015   | 19 h 00 UTC+1 | 10e journée | NA Hussein Dey | Stade des frères Zioui                  | 2-1    | Boulaouidet 65e                                 |
| 9 novembre 2015   | 19 h 00 UTC+1 | 11e journée | USM Blida      | Stade du 1er-Novembre-1954 (Tizi Ouzou) | 0-0    |                                                 |
| 11 novembre 2015  | 19 h 00 UTC+1 | 12e journée | RC Arbaâ       | Stade Ismaïl Makhlouf                   | 1-1    | Boulaouidet 72e(Penalty)                        |
| 30 novembre 2015  | 19 h 00 UTC+1 | 13e journée | ASM Oran       | Stade du 1er-Novembre-1954 (Tizi Ouzou) | 2-0    | Diawara 28e et Diawara 40e                      |
| 12 décembre 2015  | 19 h 00 UTC+1 | 14e journée | ES Sétif       | Stade du 1er-Novembre-1954 (Tizi Ouzou) | 0-0    | -                                               |
| 27 décembre 2015  | 19 h 45 UTC+1 | 15e journée | MC Oran        | Stade Ahmed-Zabana                      | 2-0    |                                                 |

### Phase Retour
| Dates           | Horaires      | Journées    | Adversaires    | Lieux des rencontres                    | Scores | Buts JSK                            |
| --------------- | ------------- | ----------- | -------------- | --------------------------------------- | ------ | ----------------------------------- |
| 16 janvier 2016 | 16 h 05 UTC+1 | 16e journée | CS Constantine | Stade Chahid-Hamlaoui                   | 0-1    | Ferahi 60e                          |
| 23 janvier 2016 | 16 h 00 UTC+1 | 17e journée | MO Bejaia      | Stade du 1er-Novembre-1954 (Tizi Ouzou) | 1-1    | Diawara 39e                         |
| 30 janvier 2016 | 16 h 00 UTC+1 | 18e journée | USM Alger      | Stade Omar-Hamadi (Alger)               | 2-0    |                                     |
| 5 février 2016  | 15 h 00 UTC+1 | 19e journée | CR Belouizdad  | Stade du 1er-Novembre-1954 (Tizi Ouzou) | 1-0    | Diawara 18e                         |
| 13 février 2016 | 19 h 45 UTC+1 | 20e journée | RC Relizane    | Stade Tahar-Zoughari                    | 1-0    |                                     |
| 27 février 2016 | 19 h 45 UTC+1 | 21e journée | DRB Tadjenanet | Stade du 1er-Novembre-1954 (Tizi Ouzou) | 1-1    | Boulaouidet 40e                     |
| 12 mars 2016    | 19 h 00 UTC+1 | 22e journée | JS Saoura      | Stade du 20-Août-1955                   | 3-0    |                                     |
| 19 mars 2016    | 19 h 00 UTC+1 | 23e journée | MC Alger       | Stade du 1er-Novembre-1954 (Tizi Ouzou) | 2-1    | Diawara 39e (Penalty) , Mebarki 80e |
| 2 avril 2016    | 19 h 00 UTC+1 | 24e journée | USM El Harrach | Stade du 1er-Novembre-1954              | 0-1    | Rial 39e (Penalty)                  |
| 9 avril 2016    | 19 h 00 UTC+1 | 25e journée | NA Hussein Dey | Stade du 1er-Novembre-1954 (Tizi Ouzou) | 1-0    | Boulaouidet 22e                     |
| 23 avril 2016   | 19 h 00 UTC+1 | 26e journée | USM Blida      | Stade des frères Brakni                 | 0-2    | Boulaouidet 84e Medjkane 85e        |
| 30 avril 2016   | 19 h 00 UTC+1 | 27e journée | RC Arbaâ       | Stade du 1er-Novembre-1954 (Tizi Ouzou) | 2-1    | Diawara 33e et Mebarki 55e          |
| 13 mai 2016     | 19 h 00 UTC+1 | 28e journée | ASM Oran       | Stade Habib-Bouakeul (Oran)             | 0-1    | Malo 89e                            |
| 20 mai 2016     | 19 h 00 UTC+1 | 29e journée | ES Sétif       | Stade du 8-Mai-1945                     | 2-0    | -                                   |
| 27 mai 2016     | 19 h 45 UTC+1 | 30e journée | MC Oran        | Stade du 1er-Novembre-1954 (Tizi Ouzou) | 0-0    |                                     |

### Classement final de la JSK
| Rang | Équipe           | Pts | J  | G  | N  | P  | Bp | Bc | Diff |
| ---- | ---------------- | --- | -- | -- | -- | -- | -- | -- | ---- |
| 1    | USM Alger        | 58  | 30 | 17 | 7  | 6  | 49 | 31 | +18  |
| 2    | JS Saoura        | 48  | 30 | 12 | 12 | 6  | 39 | 25 | +14  |
| 3    | JS Kabylie       | 45  | 30 | 12 | 9  | 9  | 27 | 27 | 0    |
| 4    | CR Belouizdad    | 45  | 30 | 11 | 12 | 7  | 40 | 29 | +11  |
| 5    | ES Sétif T S     | 44  | 30 | 11 | 11 | 8  | 31 | 19 | +12  |
| 6    | MO Béjaïa        | 44  | 30 | 11 | 11 | 8  | 33 | 23 | +10  |
| 7    | DRB Tadjenanet P | 43  | 30 | 11 | 10 | 9  | 32 | 30 | +2   |
| 8    | USM El Harrach   | 41  | 30 | 10 | 11 | 9  | 28 | 27 | +1   |
| 9    | CS Constantine   | 42  | 30 | 11 | 9  | 10 | 26 | 32 | -6   |
| 10   | MC Oran          | 40  | 30 | 9  | 13 | 8  | 40 | 35 | +5   |
| 11   | NA Hussein Dey   | 40  | 30 | 10 | 10 | 10 | 31 | 35 | -4   |
| 12   | MC Alger C       | 38  | 30 | 8  | 14 | 8  | 28 | 26 | +2   |
| 13   | RC Relizane P    | 36  | 30 | 8  | 12 | 10 | 36 | 35 | +1   |
| 14   | USM Blida P      | 36  | 30 | 7  | 15 | 8  | 20 | 29 | -9   |
| 15   | RC Arbaâ         | 19  | 30 | 4  | 7  | 19 | 31 | 55 | -24  |
| 16   | ASM Oran         | 18  | 30 | 5  | 3  | 22 | 21 | 54 | -33  |

Qualifications internationales
- Ligue des champions de la CAF 2017
- Coupe de la confédération 2017
- Coupe de l'UAFA 2015-2016

Relégation
- Relégation en Ligue 2 2016-2017

Abréviations
T : Tenant du titre

S : Vainqueur de la Supercoupe d'Algérie 2015

C : Vainqueur de la Coupe d'Algérie 2015-2016

P : Promus de Ligue 2 2014-2015

## Coupe d’Algérie
| Date            | Tour            | Adversaire  | Lieu                          | Score | Buteurs JSK | Rapport                                             |
| --------------- | --------------- | ----------- | ----------------------------- | ----- | ----------- | --------------------------------------------------- |
| 2 décembre 2015 | 1/32e de finale | RC Relizane | Stade Tahar-Zoughari Relizane | 1-0   | -           | Résultats des 1/32e de finale de la Coupe d'Algérie |

## Buteurs
| No.       | Nat.                    | Player              | Pos.      | L 1 | AC | TOTAL |
| --------- | ----------------------- | ------------------- | --------- | --- | -- | ----- |
| 20        | Drapeau du Burkina Faso | Banou Diawara       | FW        | 11  | 0  | 11    |
| 11        | Drapeau de l'Algérie    | Mohamed Boulaouidet | FW        | 9   | 0  | 9     |
|           | Drapeau de l'Algérie    | Billel Mebarki      | FW        | 2   | 0  | 2     |
| 3         | Drapeau de l'Algérie    | Lamine Medjkane     | DF        | 1   | 0  | 1     |
| 5         | Drapeau de l'Algérie    | Ali Rial            | DF        | 1   | 0  | 1     |
|           | Drapeau de l'Algérie    | Houari Ferhani      | DF        | 1   | 0  | 1     |
| 28        | Drapeau du Burkina Faso | Patrick Malo        | DF        | 1   | 0  | 1     |
| 21        | Drapeau de l'Algérie    | Malik Raiah         | MF        | 1   | 0  | 1     |
| Own Goals | Own Goals               | Own Goals           | Own Goals | 0   | 0  | 0     |
| Totals    | Totals                  | Totals              | Totals    | 27  | 0  | 27    |